# Strømsgodset Idrettsforening 2011
Questa voce raccoglie le informazioni riguardanti lo Strømsgodset Idrettsforening nelle competizioni ufficiali della stagione 2011.

## Stagione
Lo Strømsgodset concluse il campionato in una tranquilla posizione di metà classifica. Non ripeté il successo dell'anno precedente nella Norgesmesterskapet, venendo eliminato al quarto turno della competizione per mano dello Start. Proprio in virtù del successo del 2010, partecipò all'Europa League 2011-2012, venendo estromesso dagli spagnoli dell'Atlético Madrid. Il capocannoniere della squadra, tra campionato e coppe, fu Ola Kamara con 4 realizzazioni.

## Maglie e sponsor
Lo sponsor tecnico per la stagione 2011 fu Diadora. La divisa casalinga fu blu scura con inserti bianchi, pantaloncini e calzettoni bianchi. Quella da trasferta, invece, fu bianca con inserti blu scuri, pantaloncini e calzettoni blu scuri.
| Casa | Trasferta |

## Calciomercato

### Sessione invernale(dal 01/01 al 31/03)
| Acquisti | Acquisti               | Acquisti        | Acquisti   |
| R.       | Nome                   | da              | Modalità   |
| -------- | ---------------------- | --------------- | ---------- |
| D        | Razak Nuhu             | Manchester City | prestito   |
| C        | Omar Elabdellaoui      | Manchester City | prestito   |
| C        | Anders Ågnes Konradsen | svincolato      |            |
| A        | Stefan Johansen        | svincolato      |            |
| A        | Eirik Markegård        | Follo           | definitivo |

| Cessioni | Cessioni        | Cessioni   | Cessioni      |
| R.       | Nome            | a          | Modalità      |
| -------- | --------------- | ---------- | ------------- |
| P        | Lars Cramer     | Asker      | prestito      |
| D        | Joel Riddez     |            | svincolato    |
| C        | Akeem Latifu    | Hødd       | prestito      |
| C        | Jason Morrison  | Aalesund   | definitivo    |
| A        | Jim Johansen    | Bodø/Glimt | definitivo    |
| A        | Steffen Nystrøm |            | svincolato    |
| A        | Petar Rnkovic   | Mjøndalen  | fine prestito |

### Sessione estiva(dal 01/08 al 31/08)
| Acquisti | Acquisti     | Acquisti | Acquisti      |
| R.       | Nome         | da       | Modalità      |
| -------- | ------------ | -------- | ------------- |
| P        | Lars Cramer  | Asker    | fine prestito |
| C        | Tokmac Nguen | Drammen  | definitivo    |

| Cessioni | Cessioni       | Cessioni   | Cessioni   |
| R.       | Nome           | a          | Modalità   |
| -------- | -------------- | ---------- | ---------- |
| D        | Lars Sætra     | Sandefjord | definitivo |
| C        | Jo Inge Berget | Molde      | definitivo |

## Risultati

### Tippeligaen

#### Girone di andata
| Arbitro: | Øvrebø (Oslo) |

|                           |           |                      |
| Kamara 32’ Nordkvelle 48’ | Marcatori | 89’ (rig.) Halvorsen |

| Arbitro: | Berntsen (Vang) |

|                                                                     |           |         |
| Årst 10’ (rig.) Børufsen 53’ Hoff 55’ Madsen 62’ (aut.) Vikstøl 82’ | Marcatori | 90’ Aas |

| Arbitro: | Sælen (Bergen) |

|                       |           |  |
| Kamara 37’ Berget 71’ | Marcatori |  |

| Arbitro: | Moen (Haugesund) |

|                                            |           |                      |
| Aas 26’, 30’ Konradsen 40’ Kamara 78’, 89’ | Marcatori | 53’ Hoås 56’ Matland |

| Arbitro: | Edvartsen (Hamar) |

|  |           |                |
|  | Marcatori | 90’ Nordkvelle |

| Arbitro: | Hagen (Grue) |

|               |           |          |
| Konradsen 33’ | Marcatori | 45’ Kara |

| Arbitro: | Skjerven (Kaupanger) |

|                       |           |               |
| Post 44’ Ulvestad 69’ | Marcatori | 5’ Nordkvelle |

| Arbitro: | Hafsås |

|              |           |  |
| Andersen 87’ | Marcatori |  |

| Arbitro: | Berntsen (Vang) |

|                           |           |  |
| Eiríksson 7’ Pálmason 51’ | Marcatori |  |

| Arbitro: | Johnsen |

|               |           |  |
| Konradsen 68’ | Marcatori |  |

| Arbitro: | Hagen (Grue) |

|                      |           |  |
| Larsen 48’ Olsen 88’ | Marcatori |  |

| Arbitro: | Sandmoen |

|  |           |           |
|  | Marcatori | 12’ Diouf |

| Arbitro: | Edvartsen (Hamar) |

|                        |           |                      |
| Ujah 4’, 46’, 74’, 78’ | Marcatori | 77’ Keita 90’ Sankoh |

| Arbitro: | Øvrebø (Oslo) |

|                                            |           |          |
| Vilsvik 52’ Andersen 89’ Kamara 90’ (rig.) | Marcatori | 9’ Sørum |

| Arbitro: | Sælen (Bergen) |

|                    |           |                      |
| Ogude 14’ Koné 88’ | Marcatori | 45’ Sankoh 90’ Keita |

#### Girone di ritorno
| Arbitro: | Johansen |

|                                    |           |  |
| Storflor 33’ Kamara 50’ Sankoh 71’ | Marcatori |  |

| Arbitro: | Øvrebø (Oslo) |

|                     |           |             |
| Andersen 59’ (aut.) | Marcatori | 37’ Vilsvik |

| Arbitro: | Moen (Haugesund) |

|                                                   |           |           |
| Berget 11’ Kippe 45’ (aut.) Gabrielsen 49’ (aut.) | Marcatori | 70’ Kippe |

| Bergen 7 agosto 2011, ore 18:00 19ª giornata | Brann         | 0 – 0 referto | Strømsgodset | Brann Stadion (12.470 spett.)\| Arbitro: \| Øvrebø (Oslo) \| |
| Arbitro:                                     | Øvrebø (Oslo) |               |              |                                                              |

| Arbitro: | Skjerven (Kaupanger) |

|                      |           |                            |
| Sankoh 34’ Keita 37’ | Marcatori | 13’ Barrantes 90’ Phillips |

| Arbitro: | Staberg |

|                 |           |                   |
| Elyounoussi 45’ | Marcatori | 65’ (rig.) Kamara |

| Arbitro: | Skjerven (Kaupanger) |

|                            |           |                         |
| Nordkvelle 1’ Andersen 41’ | Marcatori | 22’ Olsen 27’ de Lanlay |

| Arbitro: | Sælen (Bergen) |

|                       |           |  |
| Ciss 40’ Andersen 90’ | Marcatori |  |

| Arbitro: | Moen (Haugesund) |

|            |           |  |
| Kamara 50’ | Marcatori |  |

| Arbitro: | Døvle |

|            |           |  |
| Børven 69’ | Marcatori |  |

| Arbitro: | Øvrebø (Oslo) |

|               |           |         |
| Brochmann 90’ | Marcatori | 55’ Abu |

| Arbitro: | Berntsen (Vang) |

|                                        |           |            |
| Storflor 4’ Lago 45’ (aut.) Kamara 78’ | Marcatori | 67’ Larsen |

| Arbitro: | Sælen (Bergen) |

|                         |           |                          |
| Simonsen 57’ Eikrem 70’ | Marcatori | 58’ Kamara 90’ Konradsen |

| Arbitro: | Skjerven (Kaupanger) |

|                          |           |                     |
| Nordkvelle 71’ Keita 84’ | Marcatori | 65’ (aut.) Andersen |

| Arbitro: | Øvrebø (Oslo) |

|                                                                    |           |             |
| Kamara 35’ (aut.) Andreassen 39’ Mæland 43’ Đurđić 67’ Bamberg 79’ | Marcatori | 8’ Johansen |

### Coppa di Norvegia
| Arbitro: | Helgerud (Lier) |

|  |           |                                                                                 |
|  | Marcatori | 4’ Madsen 8’ Konradsen 26’, 27’, 64’, 79’ Keita 31’ Nordkvelle 59’ Elabdellaoui |

| Arbitro: | Loeshagen |

|             |           |                       |
| Ekholdt 44’ | Marcatori | 17’ Kamara 37’ Berget |

| Arbitro: | Sandmoen |

|           |           |                      |
| Ajeti 72’ | Marcatori | 32’ Sankoh 67’ Keita |

| Arbitro: | Sælen (Bergen) |

|          |           |  |
| Hoff 36’ | Marcatori |  |

### Europa League
| Arbitro: | Makkelie |

|                |           |              |
| Reyes 54’, 74’ | Marcatori | 80’ Storflor |

| Arbitro: | Courtney |

|  |           |                         |
|  | Marcatori | 13’ Adrián 90'+3’ Reyes |

## Statistiche

### Statistiche di squadra
| Competizione      | Punti | In casa | In casa | In casa | In casa | In casa | In casa | In trasferta | In trasferta | In trasferta | In trasferta | In trasferta | In trasferta | Totale | Totale | Totale | Totale | Totale | Totale | DR  |
| Competizione      | Punti | G       | V       | N       | P       | Gf      | Gs      | G            | V            | N            | P            | Gf           | Gs           | G      | V      | N      | P      | Gf     | Gs     | DR  |
| ----------------- | ----- | ------- | ------- | ------- | ------- | ------- | ------- | ------------ | ------------ | ------------ | ------------ | ------------ | ------------ | ------ | ------ | ------ | ------ | ------ | ------ | --- |
| Tippeligaen       | 45    | 15      | 11      | 3       | 1       | 31      | 13      | 15           | 1            | 6            | 8            | 13           | 30           | 30     | 12     | 9      | 9      | 44     | 43     | +1  |
| Coppa di Norvegia | -     | 0       | 0       | 0       | 0       | 0       | 0       | 4            | 3            | 0            | 1            | 12           | 3            | 4      | 3      | 0      | 1      | 12     | 3      | +9  |
| Europa League     | -     | 1       | 0       | 0       | 1       | 0       | 2       | 1            | 0            | 0            | 1            | 1            | 2            | 2      | 0      | 0      | 2      | 4      | 1      | +3  |
| Totale            | -     | 16      | 11      | 3       | 2       | 31      | 15      | 20           | 4            | 6            | 10           | 26           | 35           | 36     | 15     | 9      | 12     | 60     | 47     | +13 |

### Statistiche dei giocatori
| Giocatore          | Tippeligaen | Tippeligaen | Tippeligaen | Tippeligaen | Coppa di Norvegia | Coppa di Norvegia | Coppa di Norvegia | Coppa di Norvegia | Europa League | Europa League | Europa League | Europa League | Totale   | Totale | Totale      | Totale     |
| Giocatore          | Presenze    | Reti        | Ammonizioni | Espulsioni  | Presenze          | Reti              | Ammonizioni       | Espulsioni        | Presenze      | Reti          | Ammonizioni   | Espulsioni    | Presenze | Reti   | Ammonizioni | Espulsioni |
| ------------------ | ----------- | ----------- | ----------- | ----------- | ----------------- | ----------------- | ----------------- | ----------------- | ------------- | ------------- | ------------- | ------------- | -------- | ------ | ----------- | ---------- |
| A. Aas             | 25          | 3           | 4           | 0           | 2                 | 0                 | 1                 | 0                 | 2             | 0             | 0             | 0             | 29       | 3      | 5           | 0          |
| M. Abu             | 27          | 1           | 7           | 0           | 3                 | 0                 | 1                 | 0                 | 2             | 0             | 0             | 0             | 32       | 1      | 8           | 0          |
| G. Andersen        | 29          | 3           | 3           | 0           | 3                 | 0                 | 0                 | 0                 | 2             | 0             | 0             | 0             | 34       | 3      | 3           | 0          |
| K. Aunan           | 13          | 0           | 4           | 0           | 2                 | 0                 | 0                 | 0                 | 0             | 0             | 0             | 0             | 15       | 0      | 4           | 0          |
| J. Berget          | 13          | 2           | 0           | 0           | 1                 | 1                 | 0                 | 0                 | 0             | 0             | 0             | 0             | 14       | 3      | 0           | 0          |
| B. Celina          | 0           | 0           | 0           | 0           | 1                 | 0                 | 0                 | 0                 | 0             | 0             | 0             | 0             | 1        | 0      | 0           | 0          |
| L. Cramer          | 1           | 0           | 0           | 0           | 0                 | 0                 | 0                 | 0                 | 0             | 0             | 0             | 0             | 1        | 0      | 0           | 0          |
| O. Elabdellaoui    | 10          | 0           | 0           | 0           | 3                 | 1                 | 1                 | 0                 | 0             | 0             | 0             | 0             | 13       | 1      | 1           | 0          |
| M. Gundersen       | 2           | 0           | 0           | 0           | 0                 | 0                 | 0                 | 0                 | 0             | 0             | 0             | 0             | 2        | 0      | 0           | 0          |
| A. Hanssen         | 2           | 0           | 0           | 0           | 0                 | 0                 | 0                 | 0                 | 0             | 0             | 0             | 0             | 2        | 0      | 0           | 0          |
| S. Johansen        | 13          | 1           | 2           | 0           | 1                 | 0                 | 0                 | 0                 | 0             | 0             | 0             | 0             | 14       | 1      | 2           | 0          |
| O. Kamara          | 30          | 10          | 3           | 0           | 3                 | 1                 | 0                 | 0                 | 2             | 0             | 0             | 0             | 35       | 11     | 3           | 0          |
| M. Keita           | 26          | 4           | 2           | 0           | 4                 | 5                 | 0                 | 0                 | 2             | 0             | 0             | 0             | 32       | 9      | 2           | 0          |
| A. Konradsen       | 28          | 4           | 3           | 1           | 4                 | 1                 | 0                 | 0                 | 2             | 0             | 0             | 0             | 34       | 5      | 3           | 1          |
| A. Larsen Kwarasey | 28          | 0           | 1           | 0           | 4                 | 0                 | 0                 | 0                 | 2             | 0             | 0             | 0             | 34       | 0      | 1           | 0          |
| K. Lundebakken     | 0           | 0           | 0           | 0           | 0                 | 0                 | 0                 | 0                 | 0             | 0             | 0             | 0             | 0        | 0      | 0           | 0          |
| K. Madsen          | 18          | 0           | 2           | 0           | 3                 | 1                 | 0                 | 0                 | 2             | 0             | 0             | 0             | 23       | 1      | 2           | 0          |
| E. Markegård       | 11          | 0           | 0           | 0           | 3                 | 0                 | 0                 | 0                 | 0             | 0             | 0             | 0             | 14       | 0      | 0           | 0          |
| F. Nordkvelle      | 29          | 5           | 0           | 0           | 4                 | 1                 | 0                 | 0                 | 2             | 0             | 1             | 0             | 35       | 6      | 1           | 0          |
| T. Nguen           | 1           | 0           | 0           | 0           | 0                 | 0                 | 0                 | 0                 | 0             | 0             | 0             | 0             | 1        | 0      | 0           | 0          |
| C. Nkee            | 4           | 0           | 0           | 0           | 0                 | 0                 | 0                 | 0                 | 0             | 0             | 0             | 0             | 4        | 0      | 0           | 0          |
| R. Nuhu            | 11          | 0           | 3           | 0           | 0                 | 0                 | 0                 | 0                 | 1             | 0             | 0             | 0             | 12       | 0      | 3           | 0          |
| T. Ødegaard        | 0           | 0           | 0           | 0           | 0                 | 0                 | 0                 | 0                 | 0             | 0             | 0             | 0             | 0        | 0      | 0           | 0          |
| H. Rhodén          | 1           | 0           | 0           | 0           | 0                 | 0                 | 0                 | 0                 | 0             | 0             | 0             | 0             | 1        | 0      | 0           | 0          |
| M. Ryghseter       | 0           | 0           | 0           | 0           | 0                 | 0                 | 0                 | 0                 | 0             | 0             | 0             | 0             | 0        | 0      | 0           | 0          |
| L. Sætra           | 8           | 0           | 0           | 0           | 2                 | 0                 | 0                 | 0                 | 0             | 0             | 0             | 0             | 10       | 0      | 0           | 0          |
| A. Sankoh          | 22          | 4           | 1           | 0           | 4                 | 1                 | 0                 | 0                 | 2             | 0             | 1             | 0             | 28       | 5      | 2           | 0          |
| Ø. Storflor        | 28          | 2           | 2           | 0           | 3                 | 0                 | 0                 | 0                 | 2             | 1             | 0             | 0             | 33       | 3      | 2           | 0          |
| L. Stubhaug        | 1           | 0           | 0           | 0           | 1                 | 0                 | 0                 | 0                 | 0             | 0             | 0             | 0             | 2        | 0      | 0           | 0          |
| L. Vilsvik         | 27          | 2           | 4           | 0           | 3                 | 0                 | 1                 | 0                 | 2             | 0             | 0             | 0             | 32       | 2      | 5           | 0          |
| G. Wikheim         | 8           | 0           | 0           | 0           | 0                 | 0                 | 0                 | 0                 | 0             | 0             | 0             | 0             | 8        | 0      | 0           | 0          |